# Coelospermum
Coelospermum es un género con cinco especies de plantas con flores perteneciente a la familia de las rubiáceas.
Es nativo del sur de China a Indochina y Pacífico.

## Taxonomía
El género fue descrito por Carl Ludwig Blume y publicado en Bijdragen tot de flora van Nederlandsch Indië 994. 1826. La especie tipo es: Caelospermum scandens Blume. 

## Especies
A continuación se brinda un listado de las especies del género Coelospermum aceptadas hasta enero de 2012, ordenadas alfabéticamente. Para cada una se indica el nombre binomial seguido del autor, abreviado según las convenciones y usos, y la publicación válida.
- Coelospermum balansanum Baill., Adansonia 12: 236 (1879).
- Coelospermum crassifolium J.T.Johanss., Blumea 32: 321 (1987).
- Coelospermum dasylobum Halford & A.J.Ford, Austrobaileya 6: 911 (2004).
- Coelospermum fragrans (Montrouz.) Baill. ex Guillaumin, Arch. Bot. Mém. 3(5): 41 (1930).
- Coelospermum paniculatum F.Muell., Fragm. 5: 19 (1865).
- Coelospermum purpureum Halford & A.J.Ford, Austrobaileya 8: 70 (2009).
- Coelospermum salomoniense (Engl.) J.T.Johanss., Blumea 33: 281 (1988).
- Coelospermum truncatum (Wall.) Baill. ex K.Schum. in H.G.A.Engler & K.A.E.Prantl, Nat. Pflanzenfam. 4(4): 136 (1891).
- Coelospermum volubile (Merr.) J.T.Johanss., Blumea 33: 281 (1988).